# Nyazeelandzebraand
Nyazeelandzebraand (Malacorhynchus scarletti) är en utdöd fågelart i familjen änder inom ordningen andfåglar. 

## Utbredning och upptäckt
Arten förekom tidigare i Nya Zeeland där fossila lämningar upptäcktes 1941. 1998 upptäckte man dock att ben förvarade på Otago Museum insamlade redan 1903 tillhör nyzeeländsk zebraand. Åtminstone 32 fossila lämningar har hittats vid Pyramid Valley och Ngapara på Sydön samt Lake Poukawa på Nordön.

## Utseende och levnadssätt
Nyazeelandzebraanden var med sina 800 gram dubbelt så tung som den nu levande zebraanden (Malacorhynchus membranaceus). Eftersom relativt få fossil har hittats tros arten har levt nomadiskt och varit territoriellt bunden. Vid jämförelse är zebraanden mycket social och kan samlas i flockar med tusentals individer. Liksom dess australiensiska släkting hade den nyzeeländska zebraanden en bred och platt näbb, vilket gör att den troligen födosökte i grunda vatten genom filtrering.

## Utdöende

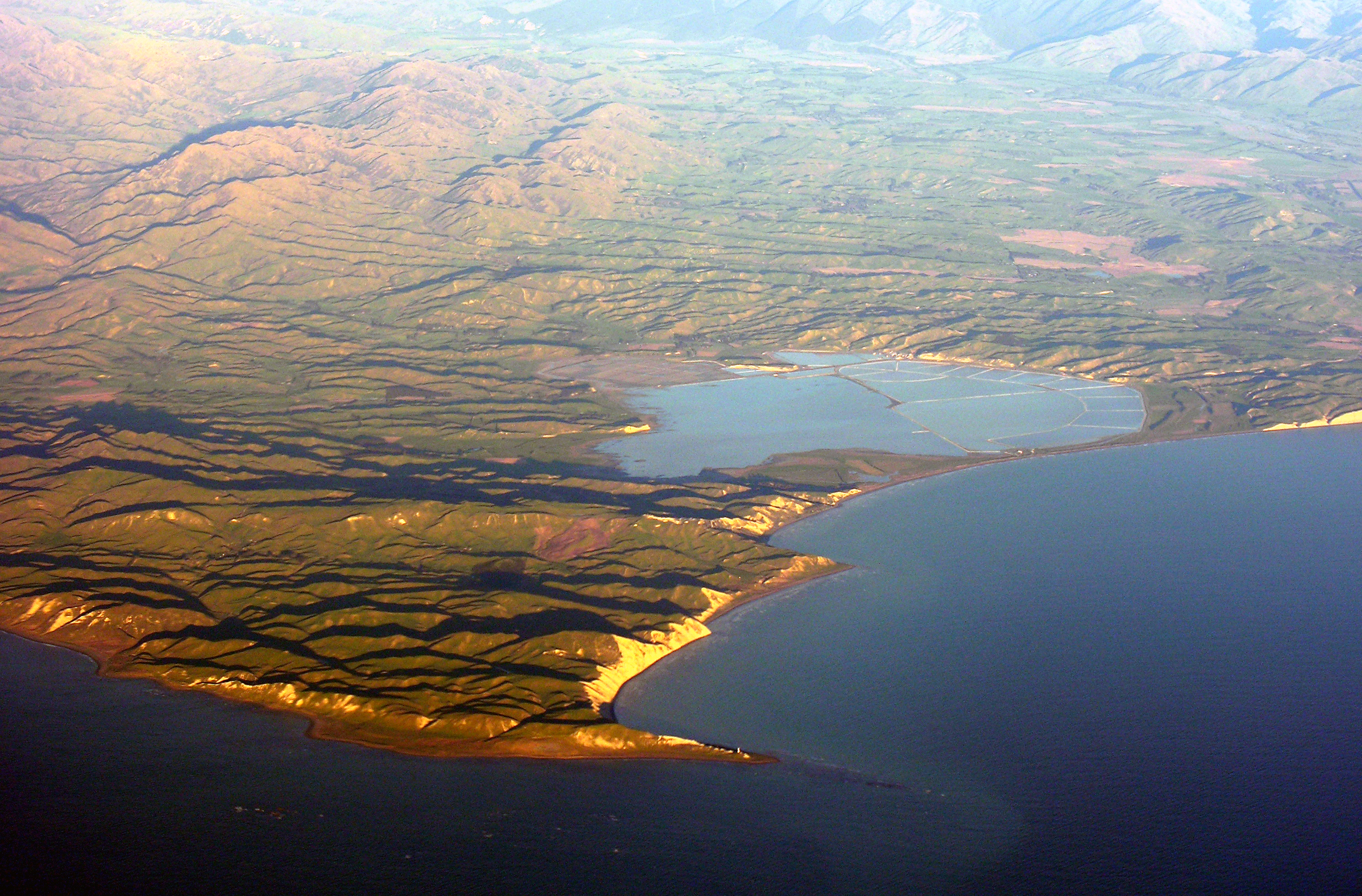
Vid Lake Grassmere har fossil av arten hittats i kökkenmöddingar, ett tecken på att den jagades av polynesiska bosättare.

Fossila lämningar funna i kökkenmöddingar från maorier vid Wairau Bar och Lake Grassmere i Marlborough-regionen indikerar att den jagades av tidiga polynesiska bosättare. Den tros ha dött ut under 1500-talet.

## Namn
Artens vetenskapliga namn hedrar dess upptäckare, paleontologen Ron Scarlett.